# 藏間龍也
藏間龍也（1952年12月16日—1995年1月26日），日本滋賀縣野洲市出身的前大相撲力士。身高188cm、體重140kg。最高位置是西關脇，所屬的相撲部屋是時津風部屋。妻子渡邊彌生是前演員。
他在1968年9月開始專業相撲生涯，他和其他力士不同，現役生涯一直用本名比賽。他被稱為雙葉山最後弟子，因為部屋建立者前橫綱雙葉山定次在年底去世了。從1976年到1988年，他在62場比賽中排名幕內級別，並且在1978年5月舉行的一場比賽中獲得了最高級別關脇。他贏得了兩項技能賞和一項敢鬥賞，並因擊敗橫綱贏得了兩個金星章。他是一位非常受歡迎的力士，他和若乃花幹士被認為是他那個時代最漂亮的力士。他於1989年9月退休，是當時專業相撲中最年長的人。他退休後診斷為慢性細胞白血病。
他退休後出任錣山親方，但由於身體不好於1990年離職。他成為了日本電視藝人和相撲評論員，儘管他對公眾保密。他於1995年1月在42歲時因白血病去世。他的妻子渡邊彌生寫了一本名為『永遠之千秋樂 藏間・愛與涙之2500日』講述他的治病經過的暢銷書。